# 山下学
山下 学（やました まなぶ、1955年6月25日 - ）は、日本の法学者、米国医学者。立正大学法学部教授、立正大学大学院法学研究科租税法研究室教授兼任。元東京国税局国税実査官。元国会議員政策担当秘書。元TKC全国会中央研修所顧問。元内閣審議官(任期付特別職・退官時内閣官房副長官補)。専門は租税法 、企業会計法。船舶税制の第一人者として海事振興連盟3号会員（有識者枠）、海洋立国懇話会理事、 水交会会員。世界サンゴ礁保護協会会長。元・国税職員として勤務時代に、税務相談官を経験し、国税の実務を知る学者として、数多くの講演、研修講師を務める。税務政策研究会主幹。税務政策研究会は2014年5月に一般社団法人税務政策研究会となり、現理事長は山田美代子公認会計士・税理士。
医師としては、2010年にCalifornia州に登録、現在、腹腔鏡手術の専門医課程のResearch Doctor。
立正大学法学部教授としては、学部長代行、立正大学大学院法学研究科長、法制研究所長等の役職につく。
国際連合暫定統治機構UNTUCへの参加、特別職内閣審議官を務めて、瑞宝単光章受章。
父・山下忠美（岡崎高等師範学校講師、名古屋大学教育学部助教授、防衛大学校教授、米国海軍大学院教授）の長男として生まれ、祖父も台湾帝国大学学長と、学者一族である。税法学者松沢智教授の門下生。松沢智教授は「租税法は争うことによって発展する」と説かれ、山下学教授は「税法は活きた学問。机上の解説や過去を争うなら税法を改正させよう。」と司法を法解釈の砦とする松沢理論から、立法へと軸足を移して行った

## 経歴
1981年（昭和56年）日本大学大学院　法学研究科博士前期課程修了　法学修士。アラスカ大学（UAA Justice Center)PhD。1993年カンボジア王国医師免許試験合格。Stanford University, School of medicine修了、'USMLE(米国医師国家試験)合格。研修医の後、カリフォルニア州医師登録（2010年）。東日本大震災の直後、外国医師の特例で石巻で医療ボランティア。
松沢智 教授の１番弟子として、同教授が主宰していた『桜税会』の理事長から、桜税会を改組して租税法務学会理事長、租税法務学会常任顧問を経て、袂を分かち、退会の後、税務政策研究会を設立、監事・主幹。日本税法学会常務理事（関東地区組織委員長）、租税訴訟学会理事、租税法学会会員、日本公法学会会員、日本海運経済学会会員、日本サンゴ礁学会会員。元・国税職員、日本労働組合総連合会（連合）財政局長、常磐大学非常勤講師、駿河台大学非常勤講師、大東文化大学兼任講師。
東京経営短期大学教授、同ビジネスマネジメント学科長から現職に。立正大学法学部長代行、立正大学法学研究科長、立正大学法制研究所長を歴任。
2010年4月～2011年3月まで、カンボジア王立経済法科大学客員研教授兼カンボジア租税総局（GDT）調査技法指導研修に携わる。国際船舶制度調査推進委員会委員等、海運税制に関する委員委員、座長を歴任。外航は国土交通省海事局、日本船主協会、内航は内航総連と外航、内航とも船舶税制をリードする。
海運税制の第一人者。「トン数標準税制」を実現をさせた学者として有名。自ら二等航海士、小型船舶1級を持つ。船舶とは関係ないが、軽飛行機免許もカナダで取得。トン数標準税制（Tonnage Tax）とは、海運にかかる所得税につき、1年間の所得金額に課税される法人税に代替して適用し得る外形標準課税。1996年にオランダとノルウェーが導入。引き続いて、1999年にドイツ、2000年に英国、2001年にデンマークが導入した。さらに、2002年にスペイン、2003年にベルギーとフランスが導入している。また、ギリシャでは1880年から類似の制度が適用されている。
日本船主協会企画部顧問、内航総連税制WG座長。現在、国土交通大臣政務官・参議院議員大野泰正議員とは身内同然の大親友で、彼の立案の政策顧問を務める。

## 国際北極圏研究センター
政策担当秘書時代に赤祖父俊一アラスカ大学地球物理研究所長の依頼を受けて、日米協議のもとアラスカ大学国際北極圏研究センター（International Arctic Research Center of the University of Alaska Fairbanks; IARC）の設立に尽力した。科学技術庁（当時）の事業と採択され、日米協力でアラスカ大学国際北極圏研究センターの設立の実現がかなった。山下学教授は、「地球環境と環境会計」論文を発表し、その中で北極圏研究の重要性を強調、その功績でアラスカ大学国際北極圏研究センターから、表彰を受けた。

## トン数標準税制導入に当たって
旧・運輸省海上交通局海事産業課の所轄する外航海運の租税法改正について、重要な役割を果たした。1999年～2004年まで、数次にわたり、ノルウェー、オランダ、イギリス、ドイツ、アメリカ合衆国等の海事産業当局や各国船主協会を訪問し、聴き取り調査を行った。そのうえで、日本の国土交通省海事局、日本船主協会、財務省主税局等と委員会、会議に出席、最終的に、超党派の海事振興連盟の決定を受け、自民党の海事立国推進議員連盟（衛藤征士郎会長）の要求により、政府・自民党は2008年度から外航海運への法人税を日本船籍については運航する船舶の容積などに基づいて算出する「トン数標準課税」を導入した。この税制は、利益が出なくても課税する一種の外形標準課税だが、コスト計算がしやすくなることもあり、業界各社が国際競争力強化へ日本船主協会を通じて外航海運各社が導入を求めた。その租税法学的見地から理論武装を図るため、数多くの政策税制に関する論文を発表した。国土交通省は2008年度税制改正要望に新制度導入を盛り込み、与党税制改正大綱でトン数標準税制（「トン数税」と略。）導入に言及、2008年4月より導入された。トン数標準税制の名付け親が山下学教授。これは、とん税、特別とん税という別な税がすでに日本にあることから、英文のTonnage Tax をトン数標準税制、略称・トン数税と名付けたものだ。トン数税は船舶の純トン数に応じて「みなし利益」を求め、そこに法人税率をかけて納税額を決める制度であり、ノルウェー、英国やオランダなどEUを中心とした主な海運国、アメリカ合衆国や韓国では導入済みだった。トン数税の対象を日本船籍にすることで海運会社に日本船籍の船舶導入を促進する狙いもあり、経済的安全保障の観点から、トン数税の導入が国会で議決された。また、平成25年度税制改正にあたってはトン数標準税制の改正のため、平成24年に欧州諸国を歴訪、各国財務省、運輸省、船主協会等のヒアリングを国土交通省よりの派遣で実施、海上運送法改正にも資料作成にもあたった。

## 社会保障と税の一体改革
社会保障と税の一体改革において、民主党政権下で政府税制調査会調査員として、4か月にわたり、欧州、カナダの付加価値税（VAT）および軽減税率、カナダのGSTについて調査する。その後官民交流で、特別職内閣審議官（特命担当：社会保障と税の一体改革）を3年任期で勤め、閣議決定案、法案、三党合意に尽力し、2014年3月31日に退官、大学に復帰。
「税法は、生臭い、活きた学問」を実践し、大学院生の指導に当たる、熱血教授。卒業者の税理士資格取得者は、数知れず。
政財界に人脈を持ち、現在も各省庁の税法関係委員会や与党税制調査会専門委員で活躍。

## 著書
単著
- 『所得税ハンドブック』（清文社）
- 『個人の税金ハンドブック』（清文社）

共著
- 『税理士の使命』（清文社）
- 『租税実体法の解釈と適用』（中央経済社）
- 『租税実体法の解釈と適用2』（中央経済社）
- 『裁判実務体系租税訴訟』（青林書院）
- 『租税訴訟』（清文社）

その他、『税地政学の提言』等、論文は多数。